# Parque Olímpico de Remo-Piragüismo de Shunyi
El Parque Olímpico de Remo-Piragüismo de Shunyi (en chino simplificado: 顺义奥林匹克水上公园, en pinyin: Shùnyì àolínpǐkè shuǐshànggōngyuán) es una instalación deportiva creada para los Juegos Olímpicos de Pekín 2008. Está ubicado en el distrito de Shunyi de Pekín (China) y tiene capacidad para 27.000 espectadores. En él se disputaron las competiciones de remo, piragüismo y natación en aguas abiertas en los Juegos Olímpicos y las de remo en los Paralímpicos.